# Slovenské Krivé
Slovenské Krivé (in ungherese Görbény, in tedesco Krummbach) è un comune della Slovacchia facente parte del distretto di Humenné, nella regione di Prešov.